# Víctor Raúl (Yamango)
Víctor Raúl (también llamado El Checo) es un caserío peruano ubicado en el distrito de Yamango, perteneciente a la provincia de Morropón del departamento de Piura, al norte del Perú. 

## Ubicación
Víctor Raúl se ubica al noreste de la provincia de Morropón, en el distrito de Yamango, en el departamento de Piura.

## Demografía
En 2017 Víctor Raúl tenía una población de 114 habitantes.
| Gráfica de evolución demográfica de Víctor Raúl entre 1993 y 2017 |
|                                                                   |
| Fuentes: Población 1993 y 2017                                    |